# Hamburger Volksbank
Hamburger Volksbank eG är en tysk kooperativ bank med huvudkontor i Hamburg. Den fick sin nuvarande form 2007 genom en sammanslagning av Hamburger Bank von 1861 Volksbank och Volksbank Hamburg Ost-West. Banken har idag (2014) 39 kontor i Hamburg med omnejd.